# Las tortugas ninja III
Las Tortugas Ninja III (título original: Teenage Mutant Ninja Turtles III: Turtles in Time) es una película estadounidense de acción y aventuras de 1993 y la segunda secuela de Las tortugas ninja. Fue realizada por las compañías Clearwater Holdings Ltd. y Golden Harvest.
Esta fue la última película de Las Tortugas Ninja lanzada por New Line Cinema (y publicada en VHS junto con Columbia Tristar). Fue distribuida internacionalmente por la 20th Century Fox.

## Argumento
En el Japón feudal de 1603, un joven está siendo perseguido por cuatro samurai a caballo. Al pasar por el bosque, una misteriosa mujer emerge de la maleza y observa de cerca. Sin embargo, el samurai finalmente captura y se lleva al chico, reveló ser un príncipe llamado Kenshin, con ellos.
En el presente, April O'Neil ha estado de compras en el mercado de pulgas en la preparación para sus próximas vacaciones. Ella trae sus regalos de los amigos de animarlos. A Miguel Ángel le da una vieja lámpara (la pantalla de la que lleva como una impresión de "Elvis Presley in Blue Hawaii"), a Donatello le da un radio roto para arreglarlo, a Leonardo le da un libro sobre las espadas y Raphael recibe un sombrero de fieltro, pero habiendo salido corriendo antes, nunca se da formalmente. Para Splinter, ella trae un antiguo cetro japonés. Ya en el pasado, Kenshin se regañó a su padre, el Señor Norinaga, por deshonrar a su apellido, pero Kenshin sostiene que el deseo de su padre durante la guerra es la verdadera desgracia. Su argumento es interrumpido por Walker, un comerciante de Inglés que ha venido a suplir Norinaga con mano de obra y de las armas de fuego adicional, y Kenshin deja la presencia de su padre que cría sola en un templo. Allí, se encuentra con la misma vara y se lee la inscripción: "abrir las puertas del tiempo".
En el presente, April está mirando el cetro y se empieza a iluminar y un pequeño fragmento en el interior comienza a girar. Ella es enviada de vuelta en el tiempo y Kensin adelante en el tiempo. A su llegada, abril es acusada de ser una bruja, pero Walker deduce que ella no tiene poder y tiene Norinaga abril puso en la cárcel a sufrir. De vuelta en el presente, Kenshin se asusta al ver a las tortugas y los "kappa" (un demonio de agua en Japón) llama. Después de aprender de Kenshin de la situación, las tortugas deciden ir atrás en el tiempo para conseguir abril. Sin embargo, según los cálculos de Donatello que deben hacer en el plazo de 60 horas, de lo contrario el poder del cetro desaparecerá debido al continuo espacio-tiempo de estar fuera de sincronía. Traen a Casey Jones para vigilar la guarida y usar el cetro a deformarse con el tiempo. En su lugar, cuatro de Guardias de Honor del Norinaga llegan y se confunden en su nuevo entorno.
Atrás en el tiempo, las tortugas llegan a caballo y hacen un pobre espectáculo de montar sus caballos. Durante la confusión, Miguelangelo (que lleva el cetro) acaba cabalgando solo en el bosque y es emboscado por un asaltante desconocido.
Los otros van a buscar de April en el palacio de Norinaga, donde su identidad como Guardias de Honor les permite cubrir en su búsqueda. Después de seguir uno de los matones de Walker en la cárcel, la tortuga rescata a April y también libera a otro prisionero llamado Whit (encerrado por intentar iniciar un motín contra Walker, y que recuerda a April de Casey), pero su torpe huida termina dejando a todos solo en el desierto y sin una idea de por dónde ir.
Mientras tanto, en el presente, Kenshin se está impacientando y anticipa una lucha de Casey. Casey vez lo presenta y la Guardia de Honor de hockey a la televisión, que se las arregla para calmarlos por el momento.
En el bosque, las tortugas, April y Whit son atacados de nuevo, esta vez por los campesinos confundiéndolos con las fuerzas de Norinaga. El ataque se detiene cuando Mitsu, líder de la rebelión contra el Señor Norinaga, desenmascara Rafael y ve que se parece a uno de sus prisioneros. Las tortugas se dan cuenta de que ella está hablando de Miguel Ángel y Mitsu acompañan a su pueblo.
Cuando llegan, el pueblo se quemó hasta los cimientos por los hombres de Walker. Como las tortugas ayudan a los aldeanos guardarlo, Miguel Ángel se deja salir de su prisión por un par de soldados que no tenían ni idea y se une en la lucha. Walker se vio obligado a retirarse, pero el fuego sigue ardiendo y ha atrapado a un joven llamado Yoshi dentro de una casa. Miguel Ángel salva a Yoshi del fuego, entonces Leonardo ayuda a recuperarse mediante la realización de la RCP.
Como Walker continúa negociaciones con Lord Norinaga sobre la compra de armas a cambio de oro, las tortugas pasan algún tiempo en el pueblo. Donatello decide tener una réplica cetro hecho para que puedan volver a casa, mientras que Miguel Ángel enseña algunas de las personas sobre la pizza y luego intenta consolar a Mitsu sobre Kenshin, quien está enamorado de ella. Rafael también se pone en contacto con su lado sensible a través del niño Yoshi, siendo irónicamente el que enseña Yoshi sobre la forma de controlar su temperamento. De vuelta al presente, la Guardia de Honor del pasado se están adaptando rápidamente a la vida en el siglo XX, y Casey decide desafiar a un partido de hockey. Para consternación de Casey, la Guardia de Honor de hockey piensan se trata de golpear a los demás. Mientras tanto, Kenshin y Splinter muestran temor de que las tortugas no van a regresar a sus hogares en el tiempo antes de que sus sesenta horas están arriba.
En el pasado, la réplica del cetro se ha completado, pero una discusión entre Miguel Ángel y Rafael acaba rompiéndolo. Para empeorar las cosas, Mitsu les informa que el Señor Norinaga ha acordado comprar armas de Walker y atacará al pueblo por la mañana. Cuando Rafael se escapa para visitar a Yoshi se sorprende al encontrar el cetro original en posesión del niño. Las tortugas se llenaron de alegría al verlo, pero están enojados con Mitsu para ocultarlo y, esencialmente, obligando a la guerra para luchar contra ella. El padre de Mitsu la defiende diciendo que fue su idea que las tortugas luchar en su lugar.
De repente, Whit traiciona a todos y captura a Mitsu, y las tortugas regresan al palacio de Norinaga para salvarla. Después de rescatarla, están acorralados por Norinaga y están hechos para luchar contra oleadas de sus soldados. Las tortugas responden liberando a los prisioneros en el palacio, comenzando una guerra sin cuartel en los terrenos del palacio. Después de un tiempo de lucha, Leonardo derrota al Señor Norinaga en un duelo de espadas climatizada que termina cortando el pelo de Norinaga de forma cómica y luego queda atrapado en el interior de una campana. Walker recibe el cetro y trata de escapar a su barco. Cuando queda acorralado por las tortugas en el muelle, Walker lanza el cetro en el aire como una distracción. Las tortugas cogen el cetro, mientras que Whit lanza una catapulta a Walker y lo golpea en el muelle a su muerte.
Las tortugas están listas para volver a su propio tiempo, pero Miguel Ángel anuncia que prefería quedarse. Las otras tortugas y April tratan de convencerlo de lo contrario hasta que Kenshin activa el cetro y toma la decisión más difícil. Después de un largo debate, Miguel Ángel acepta a regañadientes volver a casa con sus hermanos, pero no logra tomar la mano de April a tiempo. Afortunadamente, la última guardia de honor que queda activa el cetro y trae a Miguel Ángel a casa.
En el pasado, Norinaga admite a Mitsu y a Kenshin, posteriormente ambos se besan. Miguel Ángel, por su parte, está deprimido por la idea de crecer, pero Splinter lo alegra por la realización de la "pantalla de Elvis", y el resto de las tortugas se unen con un número de baile final.

## Reparto
- Rafael - Matt Hill
- Leonardo - Brian Tochi
- Miguel Ángel - Robbie Rist
- Donatello - Corey Feldman
- April O'Neil - Paige Turco
- Splinter - James Murray
- Casey Jones - Elias Koteas
- Whit - Elias Koteas
- Walker - Stuart Wilson
- Lord Norinaga - Sab Shimono
- Mitsu - Vivian Wu
- Kenshin - Henry Hayasu
- Niles - John Aylward
- Yoshi - Travis A. Moon

## Recepción
Los comentarios sobre la película han sido en su mayoría negativas tanto por los fanes y críticos. Basado en una muestra de 22 opiniones, la película tiene una calificación del 27% "podrido" en Rotten Tomatoes.
Otras críticas comunes incluyen la ausencia de villanos TMNT establecidos, como Shredder y Krang al igual que la calidad de los disfraces de las tortugas. James Berardinelli le dio una de cuatro estrellas, citando que "cualquier adulto que acompañe a sus hijos tendrá que inventar formas nuevas e interesantes para mantenerse despierto. Esto no sólo es la película dirigida a los niños pequeños, el guion podría haber sido escrito por ellos." TV Guide le dio dos de cuatro estrellas y dijo que en su opinión, "Si el truco de viaje en el tiempo tiene que ser utilizado dos veces seguidas, entonces es probablemente lo mejor para desterrar a estos personajes a una alcantarilla de jubilación" al comentar sobre una posible futura película invocando viaje en el tiempo.
A pesar de la mayoría de los comentarios de la prensa, Teenage Mutant Ninja Turtles III debutó como 1º en la taquilla.
Al igual que con las películas de los dos anteriores, la versión PG británica fue censurada debido al uso de armas prohibidas (nunchaku de Miguel Ángel). Para estas escenas, se utilizó material alternativo. Los recortes no se exigen para el lanzamiento en DVD. La versión teatral y VHS alemana se basó en el mismo corte censurado para Reino Unido; la versión DVD no cuenta con ningún recorte de escenas.

## Version para el hogar
La película fue lanzada en DVD en la región 1, el 3 de septiembre de 2002; solo contenía características especiales menores y menús interactivos.